# تفجيرات الأهواز
تفجيرات الأهواز هي سلسلة من تفجيرات وقعت معظمها في الأحواز، إيران في الفترة 2005-2006 تم اتهام المنظمات الانفصالية العربية الأحوازية بتنفيذها على خلفية اضطرابات الأحواز 2005. كان حصيلة هذه التفجيرات 28 قتيلا و 225 جريح في الأهواز.

## خلفية
دخلت محافظة خوزستان تحت الحكم الإيراني منذ 1925 وبعد انهيار إمارة المحمرة وسقوط حكومة شيخ خزعل الكعبي. منذ ذلك العهد وتشهد المحافظة اضطرابات بين الحين والآخر وخاصة بعد الثورة الإيرانية في 1979.
في عام 2005، وعلى نطاق واسع اندلعت الاضطرابات في الأحواز والمدن المحيطة بها. واندلعت الاضطرابات في 15 نيسان 2005، واستمرت لمدة 4 أيام. صرحت وزارة الداخلية الإيرانية بأن هناك قتيل واحد في هذه الاضطرابات بينما صرح مسئول في مستشفي الأهواز بأن كان عدد القتلي يتراوح بين 15 و20 قتيل.

## التفجيرات

### 12 يوليو 2005
قبل أيام من الانتخابات الرئاسية خلال ساعتين انفجرت أربع قنابل في الأحواز، مما أسفر عن مقتل 11 شخصا على الاقل وجرح أكثر من 87 آخرين. انفجرت إحدى القنابل خارج مقر الحاكم العام. وانفجرت قنبلتان بالقرب من مكاتب الحكومة وانفجرت رابعة بالقرب من منزل مسؤول تنفيذي في التلفزيون المحلي. بعد ساعتين، انفجرت قنبلة في العاصمة طهران، مما أسفر عن مقتل شخصين. تم ابطال مفعول ثلاث قنابل أخرى.
قال علي آقا محمدي مسؤول الأمن القومي الأعلى الإيراني بأن منفذي التفجيرات تدربوا بالعراق على يد القوات الأمريكية.

### 15 أكتوبر 2005
ضرب انفجار قنبلتين مركز للتسوق في الأحواز، مما أسفر عن مقتل ستة اشخاص على الاقل واصابة ما يصل إلى 100. الهجمات، حدثت بفاصل دقائق عن بعضها البعض، وقعت بالقرب من منطقة تم ضربها من قبل بعدة قنابل في يونيو حزيران. زرعت القنابل في صناديق القمامة. وقعت الانفجارات قبل وقت قصير من أذان المغرب بينما كانت الأسواق مزدحمة بالمتسوقين لشراء الطعام لتناول وجبة المساء ليفطروا صيامهم في شهر رمضان الفضيل .

### 25 يناير 2006
قتل تسعة اشخاص على الاقل وجرح 48 في انفجارين. انفجرت قنبلة واحدة في منطقة كيانبارس (بالفارسية: کیانپارس)، داخل بنك سامان، وقتل 9 أشخاص على الأقل وجرح 45 آخرين؛ وقع الانفجار الثاني في حي كلستان (بالفارسية: گلستان) وعلي الطريق بجانب إدارة الموارد الطبيعية، وهي وكالة البيئة التابعة للدولة، مما تسبب في إصابات ولكن لم تحدث حالة وفاة. الرئيس الإيراني محمود أحمدي نجاد كان من المقرر ان يلقي خطابا في مركز ديني قريب من محل الانفجار، ولكن تم إلغاء الزيارة بسبب سوء الاحوال الجوية. قال مدير الشؤون الإعلامية لرئيس الجمهور أنه لايعتقد بأن هناك صلة بين الانفجارات وزيارة الرئيس للإقليم لأن الانفجارات كانت قد تحدث منذ العالم الماضي.
بيان نشر على موقع المنظمة الانفصالية العربية وصف منفذوا التفجيرات بـ أبطالنا ... في الجناح العسكري لحركة النضال العربي لتحرير الأحواز هاجموا ودمروا أوكار العدو المحتل.

### 27 فبراير 2006
انفجرت قنبلتان في مدينتي دزفول وعبادان. في كلتا المدينتين، زرعت القنابل في مكاتب المحافظ. تم الإبلاغ عن وقوع ثلاثة اصابات .

### 2 مارس 2006
انفجرت قنبلة بعد ساعات بعد أن تم شنق رجلين بتهمة تورطهم في تفجيرات سابقة. القنبلة الصوتية حطمت نوافذ المبانى في منطقة كيانبارس مساء يوم الخميس، ولم ترد انباء عن سقوط ضحايا.

## مابعد الحدث
أعدم ما لا يقل عن 19 عربيا أهوازيا منذ اضطرابات الأحواز 2005 بتهمة تنفيذ تلك التفجيرات. في أبريل 2011، اندلعت اضطرابات أخرى في جميع أنحاء اقليم خوزستان، مما أدى إلى عشرات القتلى وعشرات الجرحى والموقوفين.

## المنفذون
وألقت الحكومة الإيرانية المسؤولية عن التفجيرات على عدد من الجماعات والحكومات الأجنبية. وجهت الحكومة اللوم في البداية على حركة مجاهدي خلق (MeK) والجبهة الشعبية الديمقراطية الانفصالية الأهوازية العربية(ADPF) لكن نفى كل من المجموعتين مسؤولية عن التفجيرات.
اعلنت على الأقل ثلاثة مجموعات عربية مسؤوليتها عن تفجيرات حزيران، بما في ذلك حزب مقره في كندا وهو حزب النهضة العربي الأحوازي